# 圍鰓深水鬍鯰
圍鰓深水鬍鯰，為輻鰭魚綱鯰形目塘虱魚科深水鬍鯰屬的其中一種，分布於非洲馬拉威、莫三比克及坦尚尼亞，體長可達11.6公分，棲息在底層水域。

## 扩展阅读
維基物種上的相關：圍鰓深水鬍鯰